# Mohamed Khodja El Asfar
Mohamed Khodja El Asfar ou Mohamed Khodja El Azaâr, surnommé « Le Blond », décédé en janvier 1706 à Tunis, est dey de Tunis de 1705 à 1706.

## Biographie
Soldat turc engagé dans les rangs de la milice turque de Tunis, homme instruit, il devient secrétaire du diwan des janissaires de Tunis durant le règne des derniers beys mouradites. Malmené par Mourad III Bey, il soutient Ibrahim Cherif lors de son coup d'État contre ce dernier. Cherif, reconnu à la fois comme dey et bey de Tunis, le nomme comme agha de la kasbah de Tunis en 1702, chargé de la garnison turque de Tunis pendant qu'il combat en Libye puis en Algérie.

### Allié des Husseintes

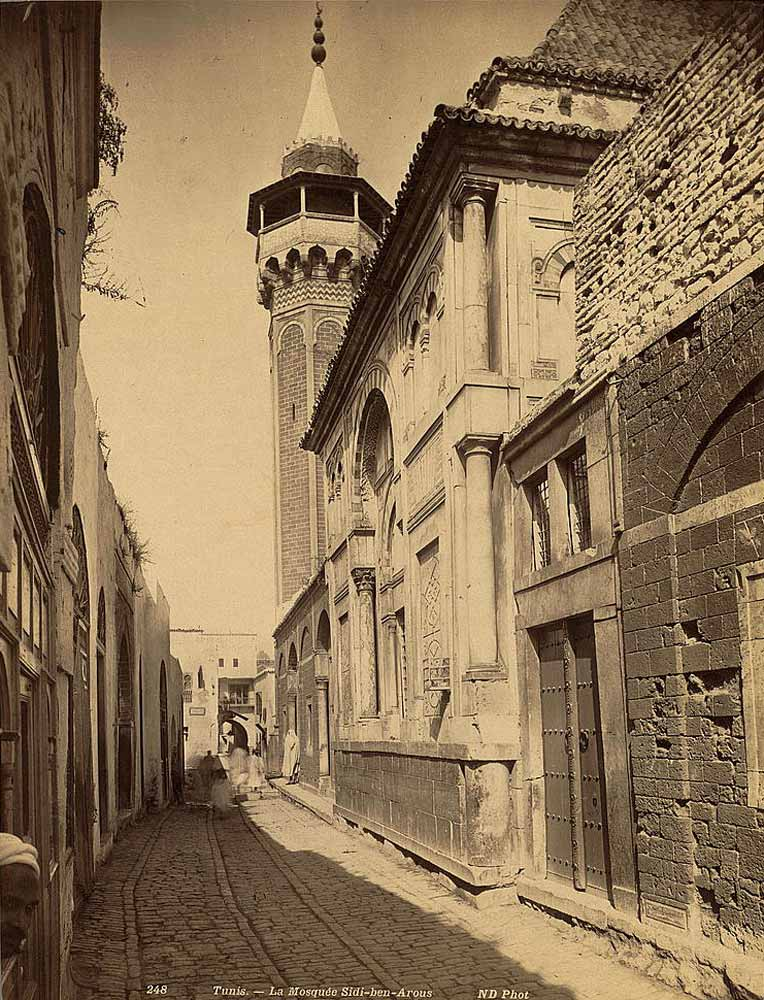
Mausolée Sidi Ben Arous où le dey trouve refuge avant d'être traîné dehors pour être décapité par les agents du bey en janvier 1706.

Lors de la défaite contre le dey d'Alger, il prend parti pour le kahia de Cherif et agha des spahis, le futur Hussein Ier Bey, lorsqu'il revient à Tunis. Il lui ouvre les portes de la ville et organise un mouvement de sympathie en sa faveur au sein de l'oligarchie turque afin qu'il prenne la succession de Cherif. Lorsque Hussein est élu comme le premier bey de la dynastie husseinite par le diwan turc, El Asfar devient dey de Tunis en juillet 1705. S'estimant être le véritable maître du pays, il dirige une répression féroce contre les anciens alliés du dey d'Alger, particulièrement contre les notables de Béja qui avaient capitulé trop rapidement devant les Algériens. Se sentant de plus en plus menacé par le pouvoir d'El Asfar, Hussein Bey s'éloigne de Tunis en octobre, en ayant prix soin d'assécher les comptes du Dar El Pacha, trésor de l'État beylical et source de rétribution de la milice turque.

### Fin du pouvoir deylical
Après quelques mois sans solde et manipulés par le bey, les Turcs de la milice se révoltent contre le dey qui est obligé de se réfugier au mausolée Sidi Ben Arous dans la médina de Tunis. Poursuivi par des agents d'Hussein Bey, il est décapité en janvier 1706 et sa tête envoyée en gage de soumission de la milice.
Il est enterré le lendemain dans un petit mausolée près de Bab Alioua, la porte sud de Tunis. Quelques semaines plus tard, Hussein Bey fait son entrée à Tunis et fait élire son imam personnel, l'ancien dey Kara Mustapha, comme nouveau dey de Tunis. Hussein Bey devient un monarque absolu à la tête de la régence de Tunis alors que le pouvoir turc est fortement amoindri. Le dey, autrefois premier personnage après le pacha, ne devient qu'un haut fonctionnaire dont la compétence s'arrête à la cité de Tunis.